# Gema (Zamora)
Gema es un municipio y localidad española de la provincia de Zamora, en la comunidad autónoma de Castilla y León.

## Toponimia
El nombre de Gema aparece en los abundantes documentos históricos del Monasterio de Valparaíso, con menciones tempranas como Xema en 1151 y Sema en 1174. En 1208, un documento del papa Inocencio III confirma la fundación, propiedades y privilegios de la comunidad de monjes de Valparaíso y menciona una ªgrangiam de Exema", aunque esta forma es considerada una excepción debido a posibles errores de transcripción.
La hipótesis toponímica más probable es que Gema provenga del término Salmas, mencionado en el Fuero de Valle otorgado en el año 1094. Parece claro que la depresión del río Aribayos fue conocida como el Valle y más tarde como Valdegema, citado por Pascual Madoz. Este Valle de Sema aparece mencionado en distintos documentos de 1222 y 1223.
El topónimo de Gema es muy escaso como apellido. Sin embargo, en la Edad Media se tiene constancia de que el sobrenombre "de Gema", como indicativo de origen geográfico, se encuentra en vecinos como un Diego López de Gema, que pleiteaba en 1489 sobre su hidalguía desde Corrales del Vino; en 1524, otro escribano en la misma ciudad, era Bartolomé López de Gema, o Antón de Xema vecino de Moreruela en 1526.

## Geografía
Limita al norte con Casaseca de las Chanas y Moraleja del Vino, al sur con Jambrina y El Piñero, al este con Sanzoles y al oeste con Jambrina.

## Historia

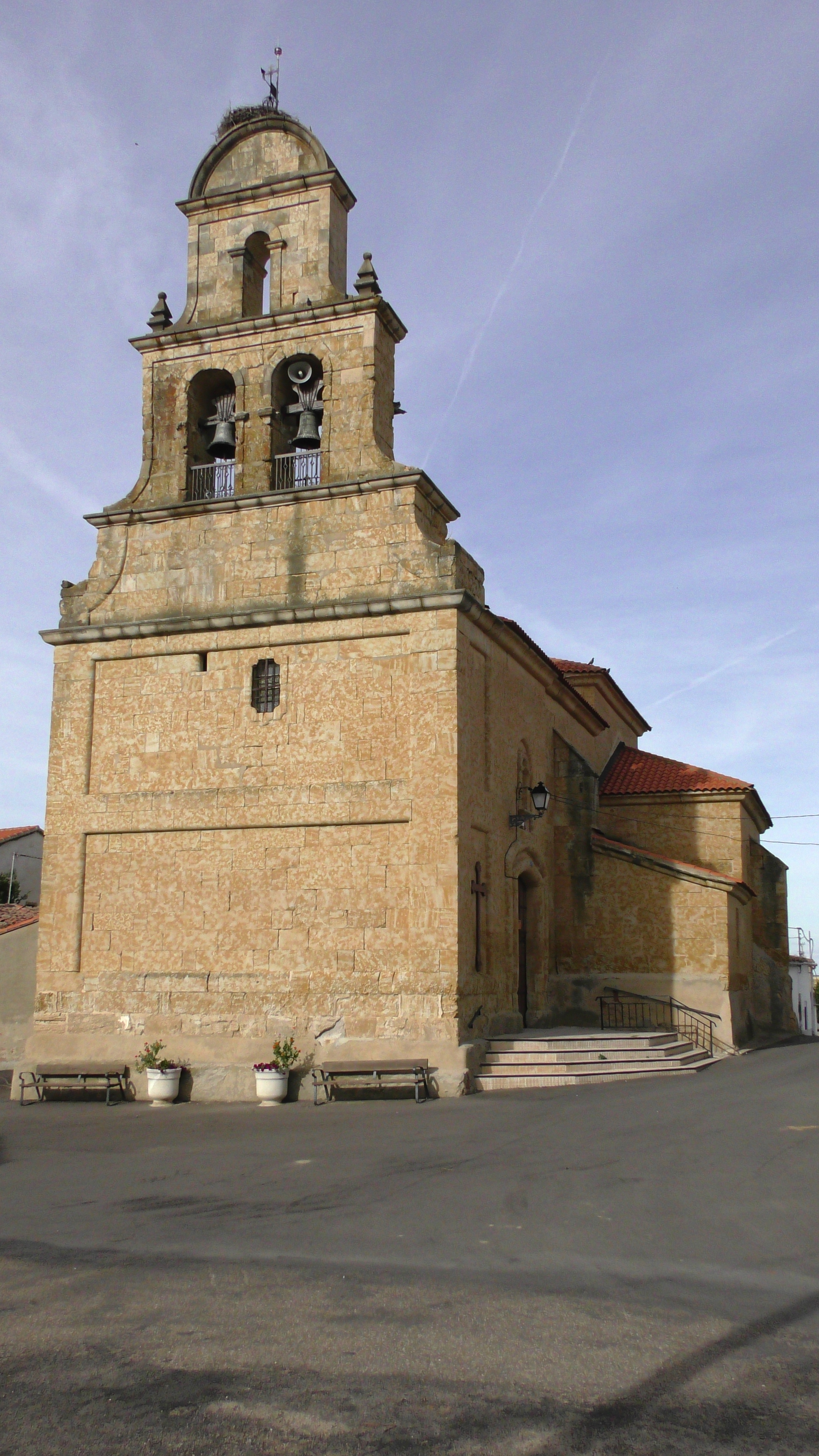
Espadaña de la iglesia

### Edad Antigua
Los orígenes de Gema, como asentamiento de población estable, se remontan a la época romana, aunque se han encontrado materiales de la Edad del Bronce en el yacimiento de “La Perrona”
Duranta ese período existió un asentamiento romano entre los siglos I y IV d. C. en las tierras aledañas al actual cementerio incluyendo la misma parcela que lo ocupa. En el yacimiento de “El Cementerio”, Antonino Asensio Ureña, cura de la localidad, sacó a la luz una colección de más de 2000 objetos (sigillatas, cuencos, platos, cerámicas de cocina decoradas, agujas y alfileres de bronce, clavos de hierro, pulseras de vidrio azul…) que donó en 1988 al Museo Provincial de Zamora. A pesar de las reducidas dimensiones, algunos autores han atribuido al yacimiento el carácter de villa rústica, aunque no han aparecido nítidas estructuras constructivas dado el nivel de arrasamiento por la cercanía y coincidencia con el cementerio en uso. Lo que sí está acreditado es que la villa romana de Gema estuvo habitada con cierta intensidad entre los siglos II y V d. C.

### Edad Media
La antigua importancia de Gema se evidencia en las referencias a su fuero, el Fuero de Valle del año 1094, que es adoptado por los pobladores de Villamor de los Escuderos ("fue pobrada a fuero de Xema, de que era termino").
En la Edad Media, la villa quedó integrada en el Reino de León, y de esta época provendría la posibilidad de la existencia del Castillo de Gema. Aunque en el inventario de Fortificaciones del MEC figura como “no localizado” está documentado un castillo medieval, del que hoy no se conservan restos. En los Archivos de la Catedral de Zamora consta que la reina Urraca de Portugal, recibió como arras matrimoniales las villas de Gema, Castrotorafe y Santa Clara de Avedillo, en su boda en 1165 con Fernando II de León. Posteriormente, Fernando II se casó en 1187 con Urraca López de Haro, su tercera esposa, y se cree que durmió tras la boda en el Castillo de Gema acompañado de su corte.
En un documento del reinado de Alfonso IX de León, de 1198, se la nombra La Eximia, mientras que en otro documento pontificio del año 1208 se la nombra como Egema, habiendo sido el principal núcleo del antiguo señorío de Valdegema.
Durante la Edad Moderna Gema estuvo integrado en el Partido del Vino de la provincia de Zamora, tal y como reflejaba en 1773 Tomás López en Mapa de la Provincia de Zamora. Así, al reestructurarse las provincias y crearse las actuales en 1833, la localidad se mantuvo en la provincia zamorana, dentro de la Región Leonesa, integrándose en 1834 en el partido judicial de Toro, pasando posteriormente al partido judicial de Zamora.
En 1847, en la obra de Pascual Madoz, Diccionario geográfico-estadístico-histórico de España y sus posesiones de Ultramar, en su Tomo VIII, Gema (o Jema) era descrita de la siguiente manera:

"villa con ayuntamiento en la provincia y diócesis de Zamora (2 leguas), partido judicial de Toro (4), audiencia territorial y capitanía general de Valladolid (14): situada sobre una colina, combatida por los vientos del O. con especialidad; su clima es templado, y sus enfermedades mas comunes, tercianas  y pulmonías. Tiene 80 casas; la consistorial y cárcel; escuela de primeras letras dotada con 300 reales. y una módica retribución por cada uno de los 25 niños de ambos sexos que la frecuentan; iglesia parroquial (San Juan Bautista) servida por un cura de ingreso y presentación de la condesa de Mora, y del pueblo alternativamente; cementerio en parage ventilado, y 2 fuentes de muy buenas aguas para consumo del vecindario. Confina el término N. Casaseca de las Chanas; E. dehesa de Valdemimbre; S. Jambrina, y O. dehesa del Ojuelo y Aldehuela; casi todos á 1/4 de legua. El terreno es de mediana é ínfima calidad, y le fertilizan las aguas de un arroyo que viene de Jambrina. Hay montes de encina y mata baja; un soto de álamos blancos y negros, y un prado natural. Los caminos son de pueblo á pueblo; recibe la CORRESPONDENCIA de Zamora por balijero los domingos y miércoles, y sale en los mismos dias. PROD: trigo, cebada, centeno, vino, algarrobas, legumbres y alguna hortaliza; cria ganado lanar, vacuno, caballar y mular; caza de liebres, perdices y algún lobo, y pesca de cangrejos. IND: 2 molinos harineros. COMERCIO: esportacion de trigo y vino. POBL.: 92 vecinos, 205 almas. CAP. PROD.: 527,279 reales. IMP.: 24,857. contribución: 6,496 reales. 11 maravedíes. El PRESUPUESTO MUNICIPAL asciende á 1,800 reales. cubiertos del fondo de propios y el déficit por reparto entre los vecinos"

La expresión "presentación de la condesa de Mora" hace referencia a un derecho que permitía a los nobles y otros patronos eclesiásticos proponer candidatos para ocupar cargos eclesiásticos en sus dominios. De este modo, muchos cargos eclesiásticos, como el de curas y párrocos, no eran siempre nombrados directamente por la Iglesia, sino que los nobles y terratenientes que tenían dominio sobre la tierra o el pueblo, también tenían el derecho de influir en el nombramiento de ciertas figuras religiosas. En el caso de Gema, en ese año, el derecho lo ostentaba la XI condesa de Mora, Eugenia de Guzmán Portocarrero y Kirkpatrick.

## Demografía
Gema cuenta con una población de 197 habitantes (INE 2024).
| Gráfica de evolución demográfica de Gema entre 1842 y 2021                                                          |
| |
| Población de derecho según los censos de población del INE Población de hecho según los censos de población del INE |

## Comunicaciones
Atraviesa el municipio la carretera autonómica CL-605 que lo une en dirección sureste con Segovia y en dirección noroeste con Zamora, la capital de la provincia, situada a unos 15 km. Esta carretera permite enlazar además fácilmente con la carretera nacional N-630 que une Gijón con Sevilla así como a la autovía Ruta de la Plata, de igual recorrido que la anterior y que constituye el principal eje de transportes del oeste del país. 
Existen además carreteras locales asfaltadas a Bamba y a Jambrina.
En cuanto al transporte público se refiere, tras el cierre del Ferrocarril Ruta de la Plata, que pasaba por el vecino municipio de Morales del Vino y tenía parada en el mismo, no existen servicios de tren en el municipio ni en los vecinos, ni tampoco línea regular con servicio de autobús, siendo las estaciones más cercanas las de Zamora capital. Por otro lado el aeropuerto de Salamanca es el más cercano, estando a unos 71 km de distancia.

## Cultura

### Patrimonio

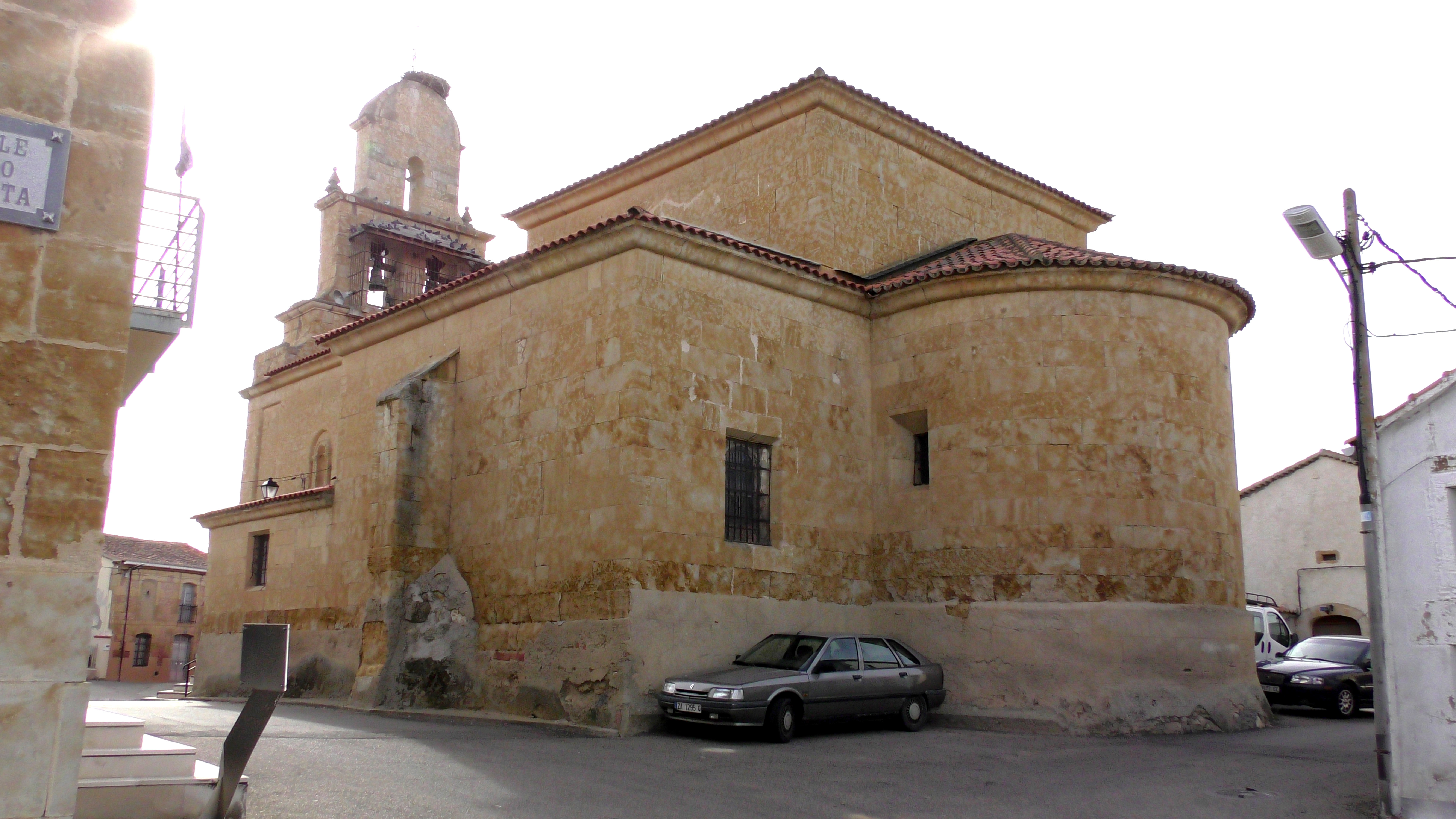
Iglesia

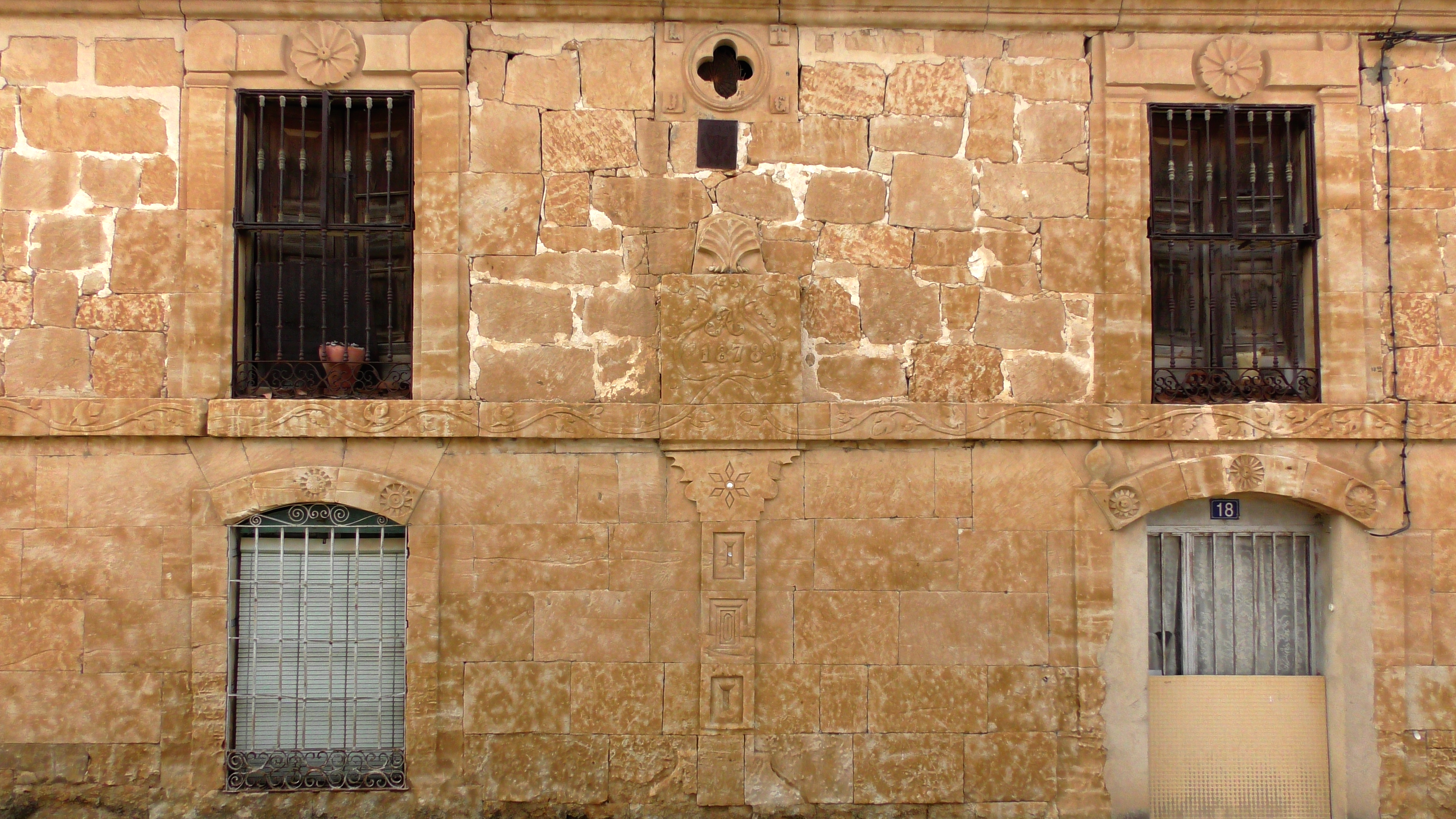
Vivienda del

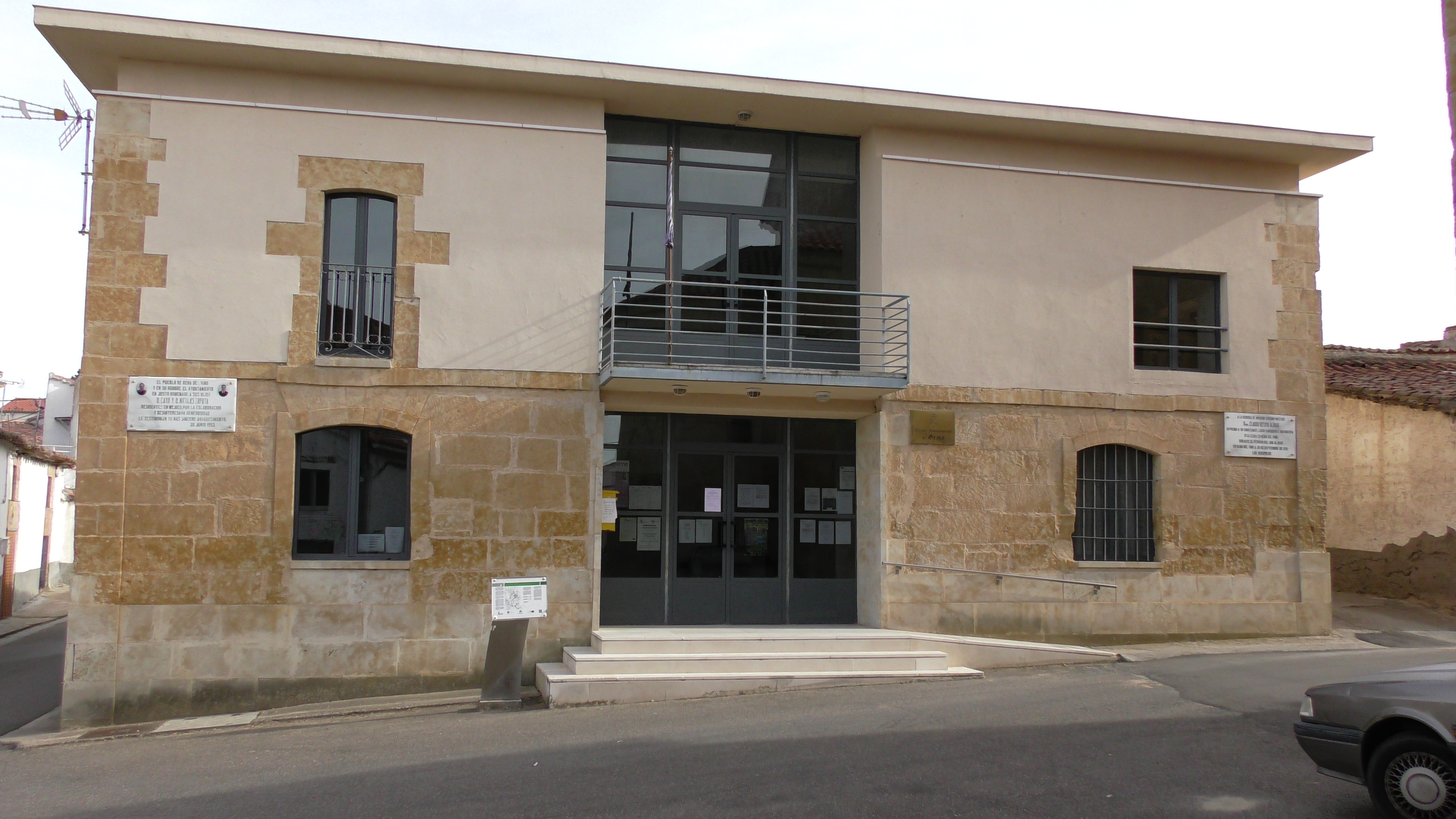
Casa consistorial

El principal monumento es la iglesia dedicada a San Juan Bautista, sobre todo del siglo XVIII y construida con las piedras del castillo. También destaca un puente de tres ojos (aparece junto al castillo y una hoja de vid en el escudo del pueblo) cuya construcción es de origen romana.
El pueblo tuvo un pasado más esplendoroso que el actual, del que quedan como testimonios las numerosas casas señoriales, algunas de ellas blasonadas.
Aparte de los monumentos civiles destaca el famoso Pino de Gema, un árbol de gran tamaño que se encuentra a unos 4 kilómetros de la villa, y que se puede ver desde gran distancia. Junto a otros 7 árboles de especiales características se encuentra catalogado por la Junta de Castilla y León como árbol de especial protección.

### Fiestas
El pueblo celebra sus fiestas patronales en febrero en honor a San Blas y en octubre en honor a la Virgen del Rosario. Además en mayo se celebra la fiesta de los quintos con la tradicional puesta del "Mayo".